# Romoly község
Romoly község (románul: Comuna Romuli) község Beszterce-Naszód megyében, Romániában. Központja Romoly, hozzá tartozik Dealu Ștefăniței.

## Népessége
A 2011-es népszámlálás adatai alapján a község népessége 1672 fő volt.

## A város szülöttei
- Jacobo Langsner (1927-2020), drámaíró és író